# 2002年のラジオ (日本)
2002年のラジオ (日本)では、2002年の日本のラジオ番組、その他ラジオ界の動向について記す。

## 開局
全てコミュニティーFM局のみ
- 1月21日  - FM21
- 2月17日 - 今治コミュニティ放送（FMラヂオバリバリ）
- 7月7日 - シティエフエムぎふ（FMわっち）
- 7月8日 - エフエム那覇
- 7月14日 - エフエムきらら
- 7月20日 - エフエムみやこ
- 9月29日 - エフエムひこねコミュニティ放送
- 10月20日 - 横浜コミュニティ放送（FM salus（エフエムサルース））
- 10月21日 - やまがたシティエフエム（2016年7月22日廃局）

## 開始番組

### 2002年4月放送開始
NHKラジオ第1放送
- 6日 - 土曜いきいき倶楽部
- 7日 - 家族で選ぶ思い出の歌

NHKラジオ第2放送
- 1日
  - 新基礎英語1
  - 新基礎英語2
  - 新基礎英語3
  - 英語リスニング入門
  - 英会話レッツスピーク
  - スペイン語ニュース
  - ビジネス英会話

NHK-FM
- 1日 - ミュージックプラザ

KBS京都
- 4日 - キョートリアル!コンニチ的チュートリアル

### 2002年10月放送開始
JFNC
- 1日 - やまだひさしのラジアンリミテッドDX

## 終了番組

### 2002年3月放送終了
西日本放送
- 31日 - 君の出番だ!

### 2002年9月放送終了
TBSラジオ
- 終了日不明 - ミュージックキャラバン

### 2002年12月放送終了
KBS京都
- 29日 - 全国歌謡ベストテン